# 大里郡

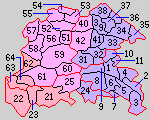
1.熊谷町 2.久下村 3.吉見村 4.佐谷田村 5.市田村 6.吉岡村 7.楊井町 8.御正村 9.大麻生村 10.大幡村 11.肥塚村 21.男衾村 22.折原村 23.鉢形村 24.小原村 25.本畠村 31.三尻村 32.玉井村 33.奈良村 34.長井村 35.秦村 36.妻沼村 37.彌藤吾村 38.男沼村 39.太田村 40.明戶村 41.別府村 42.幡羅村 51.深谷町 52.大寄村 53.新會村 54.中瀨村 55.手計村 56.岡部村 57.榛澤村 58.本鄉村 59.藤澤村 60.武川村 61.花園村 62.用土村 63.寄居町 64.櫻澤村 （紫：熊谷市 桃紅：深谷市 紅：寄居町）

大里郡（日语：／ Ōsato gun */?）是舊武藏國、埼玉縣北部的一個郡，人口37,500人（2006年4月1日）、面積64.17平方公里。

## 行政分轄
現轄有以下一町：
- 寄居町